# Mausolée d'Itimâd-ud-Daulâ
Le mausolée d'Itimâd-ud-Daulâ se trouve dans la ville d'Agra, dans l'État de l'Uttar Pradesh.
Le mausolée fut construit à l'initiative de Nûr Jahân, l'épouse de Jahângîr, pour son père Mirza Ghiyas Beg, qui avait pris le titre d'Itimâd-ud-Daulâ (« pilier de l'État ») lorsque son gendre lui avait abandonné le pouvoir effectif sur l'empire. Mirza Ghiyas Beg est aussi le grand-père de Mumtâz Mahal, l'épouse de l'empereur Shâh Jahân, tous deux enterrés dans le Taj Mahal.

## Historique
Le bâtiment est construit entre 1622 et 1628, sur la rive gauche de la Yamuna, parmi les pavillons d'agrément, les jardins des princes et des dignitaires de la Cour d'Agra, alors capitale de l'empire moghol. Il représente la transition entre la première architecture moghole, utilisant le grès rouge à décors de marbre – comme la tombe de Humayun à Delhi ou celle d'Akbar près d'Āgrā – et la deuxième, dont la réalisation emblématique est le Taj Mahal et l'image de la décadence le Bibi Ka Maqbara construit par Aurangzeb à Aurangabad. Au milieu de chaque côté du mur d'enceinte se dresse, sur les points cardinaux, un pavillon monumental de grès rouge incrusté de marbre blanc (motifs fleuris, flacons rappelant l'ivresse du nectar du paradis), leur disposition symétrique reprenant celle traditionnelle des mosquées persanes avec leur cour à quatre iwans.
Les historiens de l'art présentent parfois ce mausolée comme un « brouillon » du Taj Mahal, ce qui explique qu'il soit appelé « petit Taj » dans la littérature touristique.

## Description
Ce monument remarquable est situé dans un jardin entouré d'un mur d'enceinte de quatre mètres de haut, en brique, recouvert d'un plâtre teinté, avec des tours à chaque coin. Quatre chaussées surélevées pavées de grès rouge matérialisent les deux axes de symétrie qui mènent des pavillons périphériques à la plateforme de l'édifice central, ces chaussées longeant également l'enceinte. La plateforme centrale carrée à degrés de 50 m de côté est elle-même rehaussée d'un socle d'un mètre de hauteur en grès rouge incrusté de motifs géométriques de marbre blanc. Le circuit hydraulique aujourd'hui à l'abandon qui alimentait le jardin, est typique du jardin persan cruciforme, le Chahar bagh, et symbolisait l'Éden. Le plan du bâtiment central est typique du palais iranien Hacht Behecht et évoque les huit jardins du paradis.
Le bâtiment funéraire, de 23 m de côté, est agrémenté à chaque coin de tours-belvédères hexagonales de 13 m de haut, coiffées de chhatris et faisant symboliquement office de minarets. On y accède par quatre volées de marche, ornées en leur milieu d'un plan incliné en écailles de poisson qui rappelle les cascades qui alimentaient en eau les canaux creusés dans les chaussées.
Tous les murs en briques sont recouverts de marbre blanc du Rajasthan (cette couleur symbolisant la pureté de l'âme était réservée jusqu'alors aux tombeaux des saints) incrustés d'une marqueterie de pierres semi-précieuses - en particulier cornaline, jaspe, lapis-lazuli, onyx, topaze plis et sertis - à la mode de la Perse séfévide et figurant des cyprès, des aiguières ou des décors plus élaborés comme des coupes de fruits ou des vases contenant des bouquets. Cette technique d'arts décoratifs, traditionnelle en Inde, est connue sous le terme de Parchin Kari.
Seize claustras de marbre, appelés Jali, percent le rez-de-chaussée du bâtiment et laissent la lumière y pénétrer, créant des contrastes entre lumière et pénombre. Une entrée en arc persan, précédée de quatre marches, perce chaque façade identique et donne accès à quatre antichambres interconnectées à des pièces carrées dans les coins de l'édifice. Toutes les pièces sont ornées de bandeaux de marbre surmontés de peinture en stuc représentant une nature fleurie idéalisée et de niches (décorées de vases, de coupes de nectar et de parfum) évoquant l'Éden.
Chaque antichambre donne sur la chambre funéraire centrale éclairée par trois jali et qui contient deux cénotaphes en jaspe de Mîrzâ Ghiyâs Beg et son épouse (le cénotaphe de ce premier, placé à l'ouest de celui de sa femme qui fait face à l'unique porte au sud, rappelle qu'il est mort après elle et que le mausolée était déjà conçu). Les corps enveloppés de linceul de ce couple sont en pleine terre deux mètres au-dessous, orientés vers le nord et couchés sur le côté droit, tournés ainsi vers La Mecque.
Les pièces carrées dans les coins abritent les cénotaphes d'autres membres de la famille. La terrasses du toit ceinte d'une balustrade est percée en son centre d'un pavillon orné de chhajja et éclairé uniquement de jali. Ce dernier contient deux cénotaphes en marbre blanc disposés de la même manière que dans la chambre funéraire qui se trouve ainsi dédoublée.
Alors que le nom de l'architecte est inconnu, celui du maître calligraphe Abd al-Nabi al-Qarsh qui a gravé deux sourates du Coran dans des cartouches sur les quatre façades, est resté à la postérité.

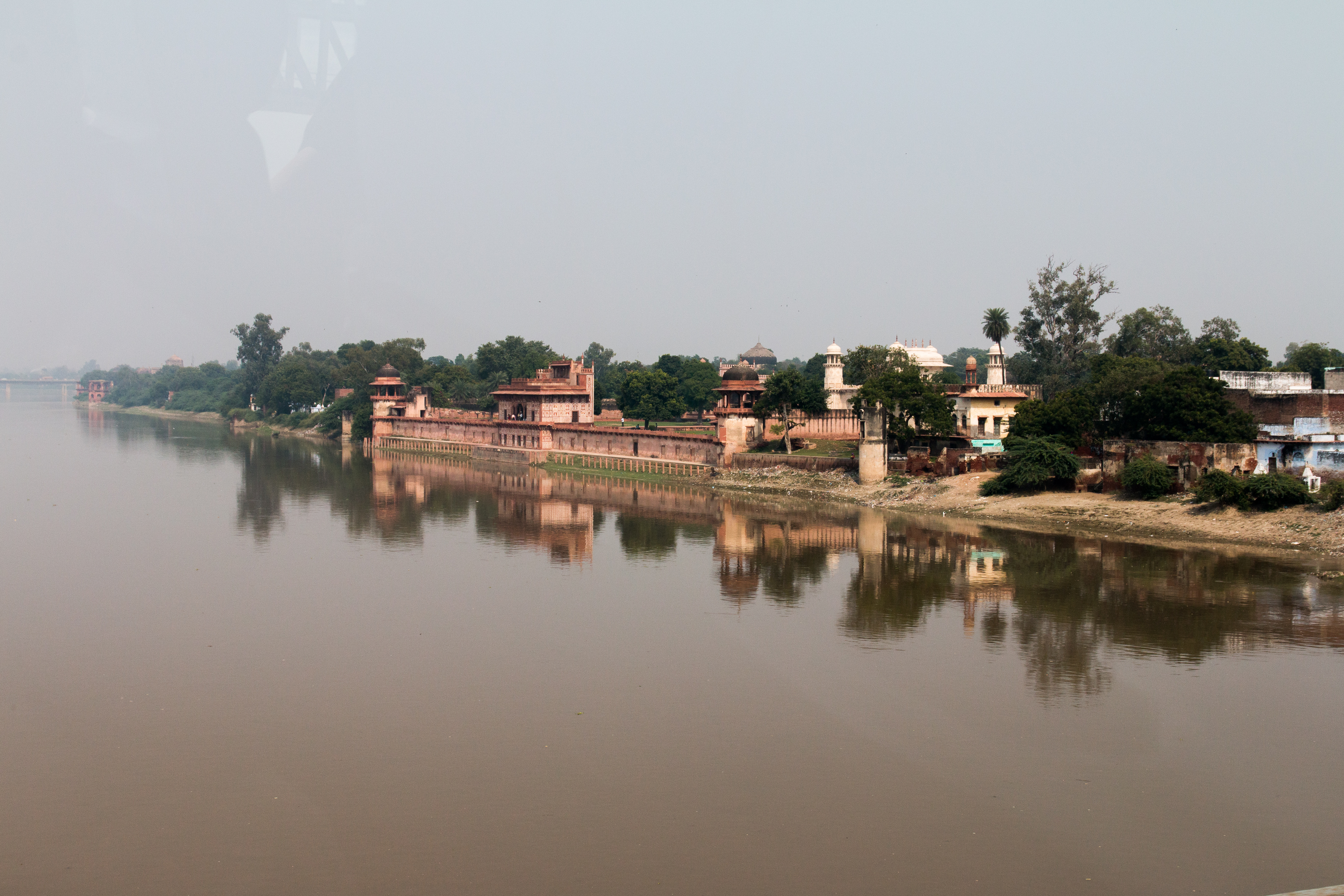
Pavillon et mur d'enceinte occidental donnant sur la Yamuna.
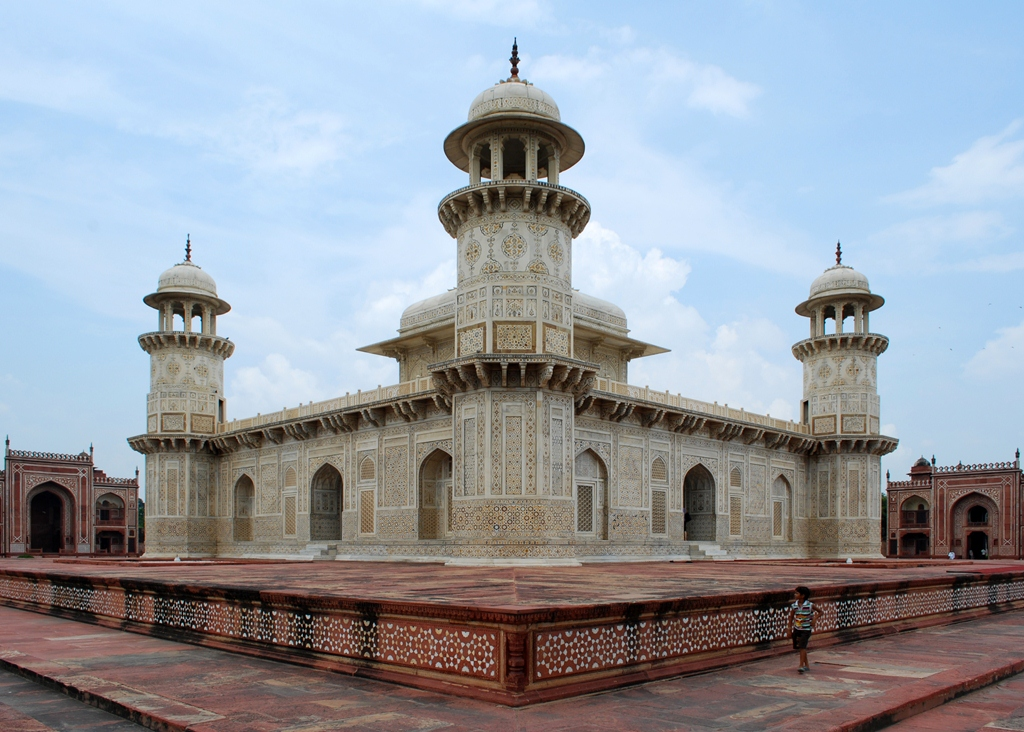
Le Mausolée d'Itimād-ud-Daulā.
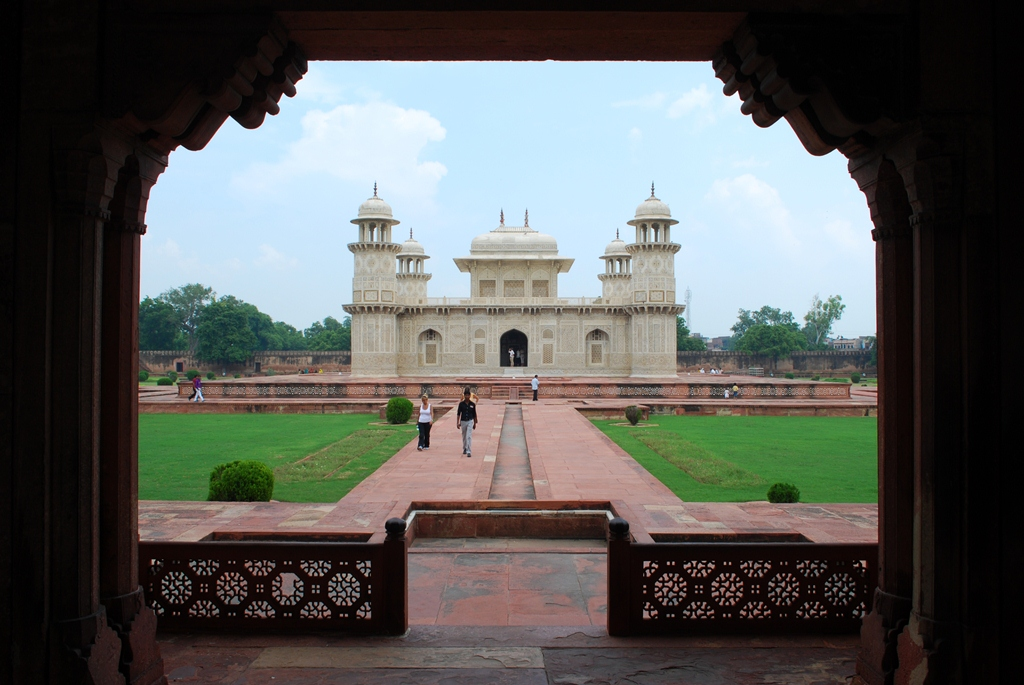
Façade ouest.
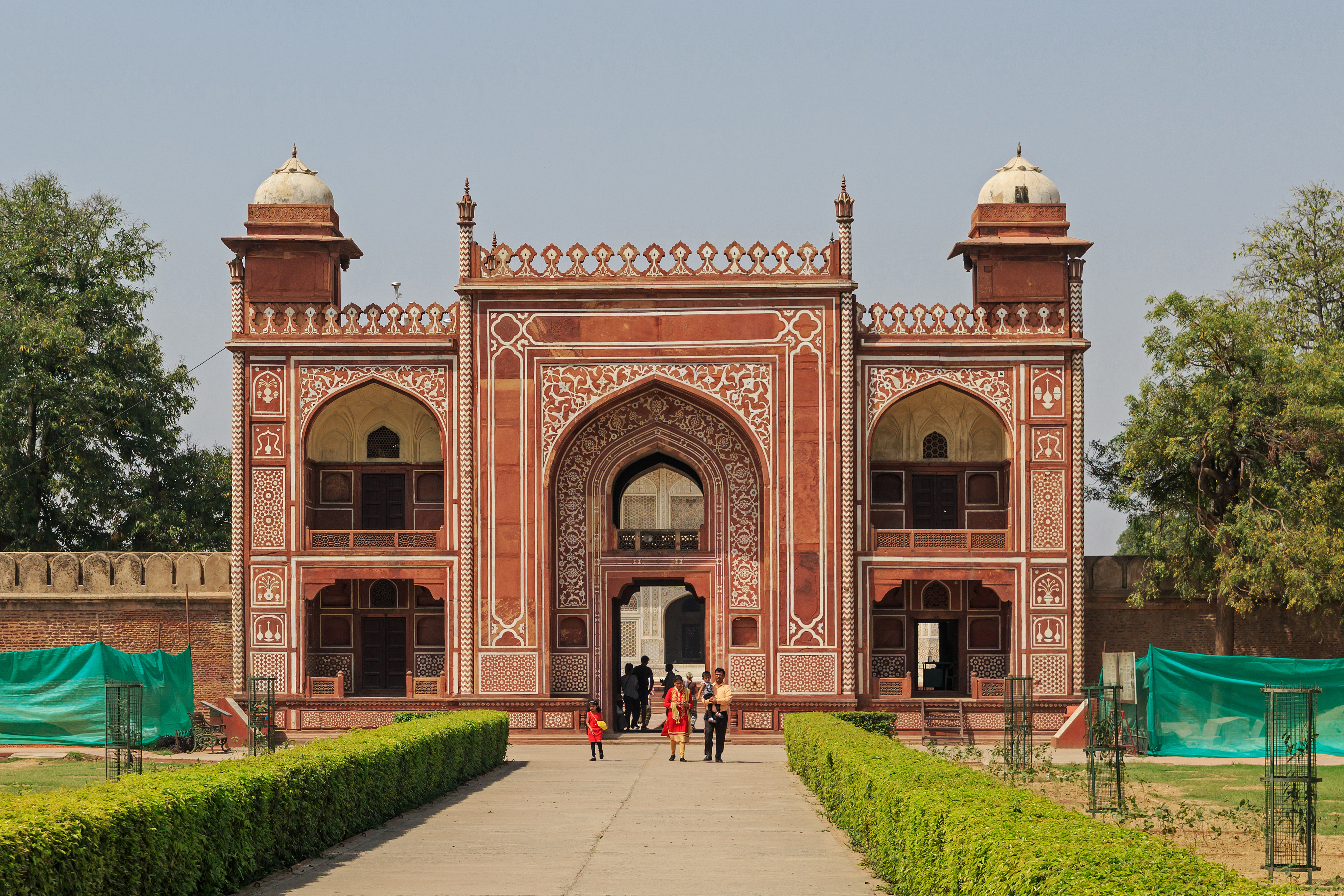
L'entrée est.
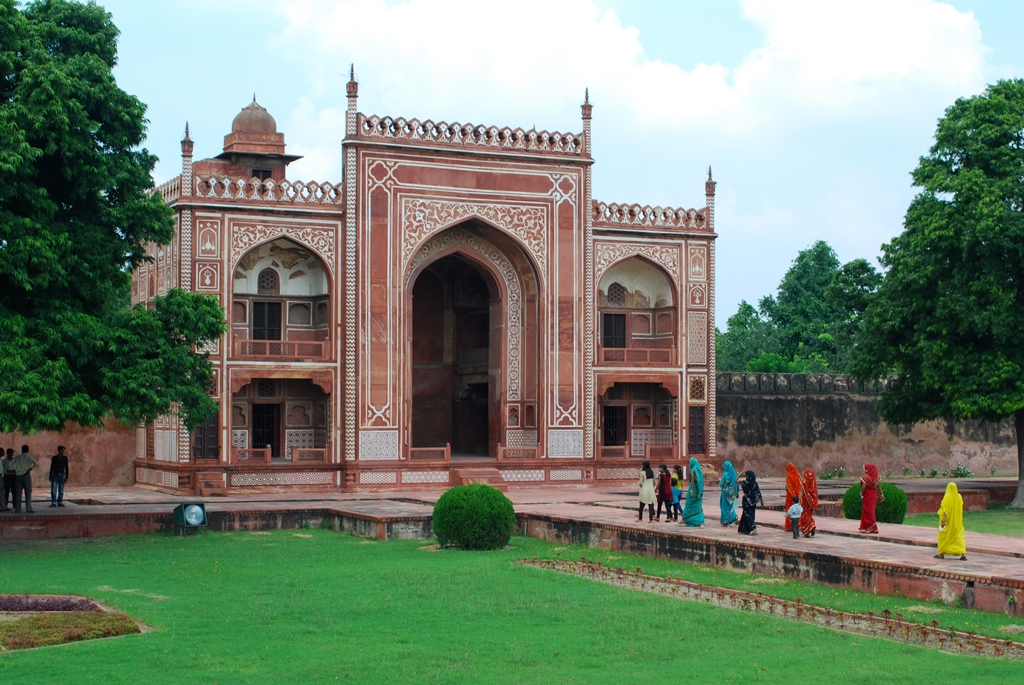
L'entrée nord.
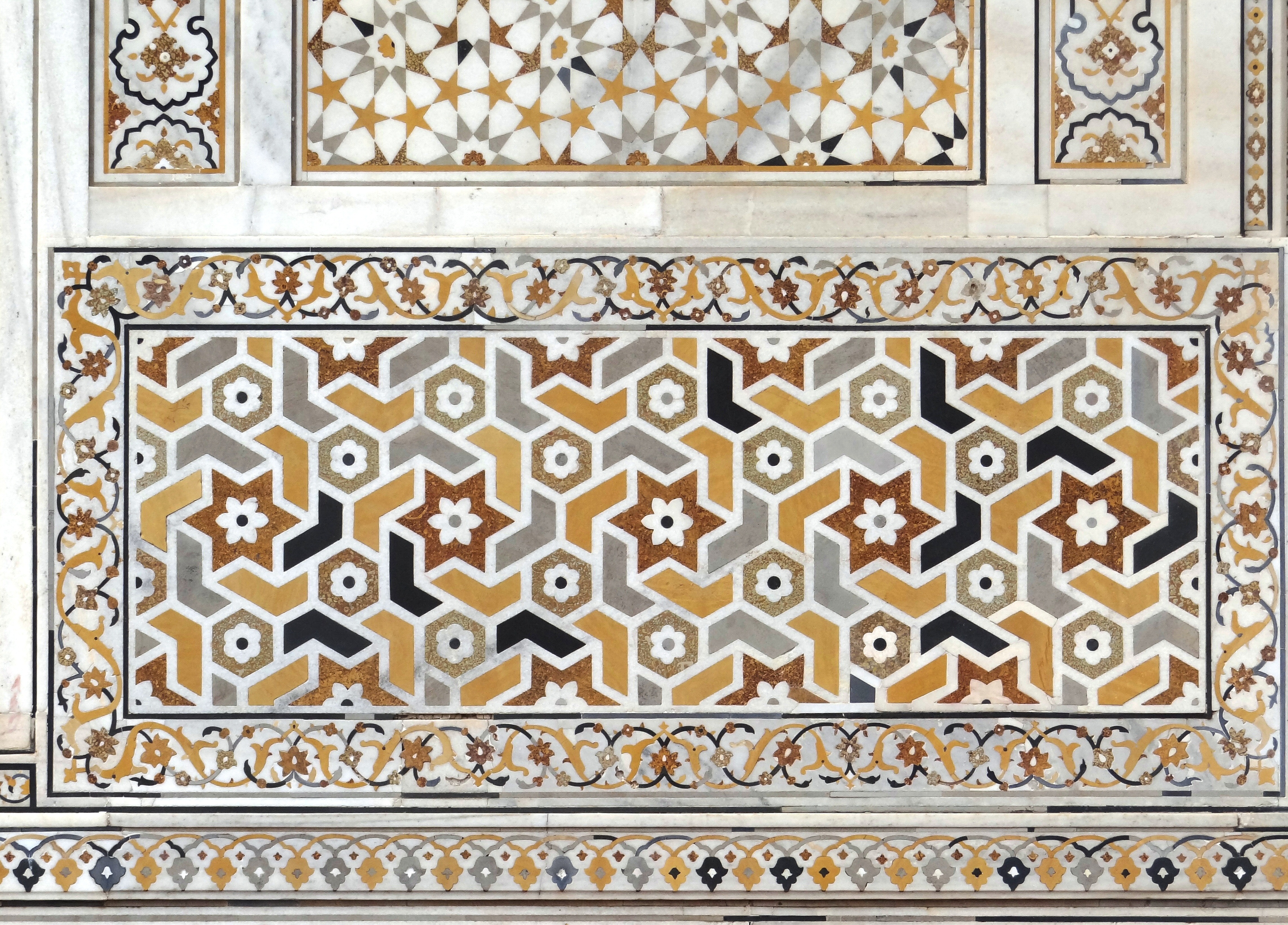
Les motifs géométriques[8] sur les panneaux sont encadrés par un entrelacs fleuri.
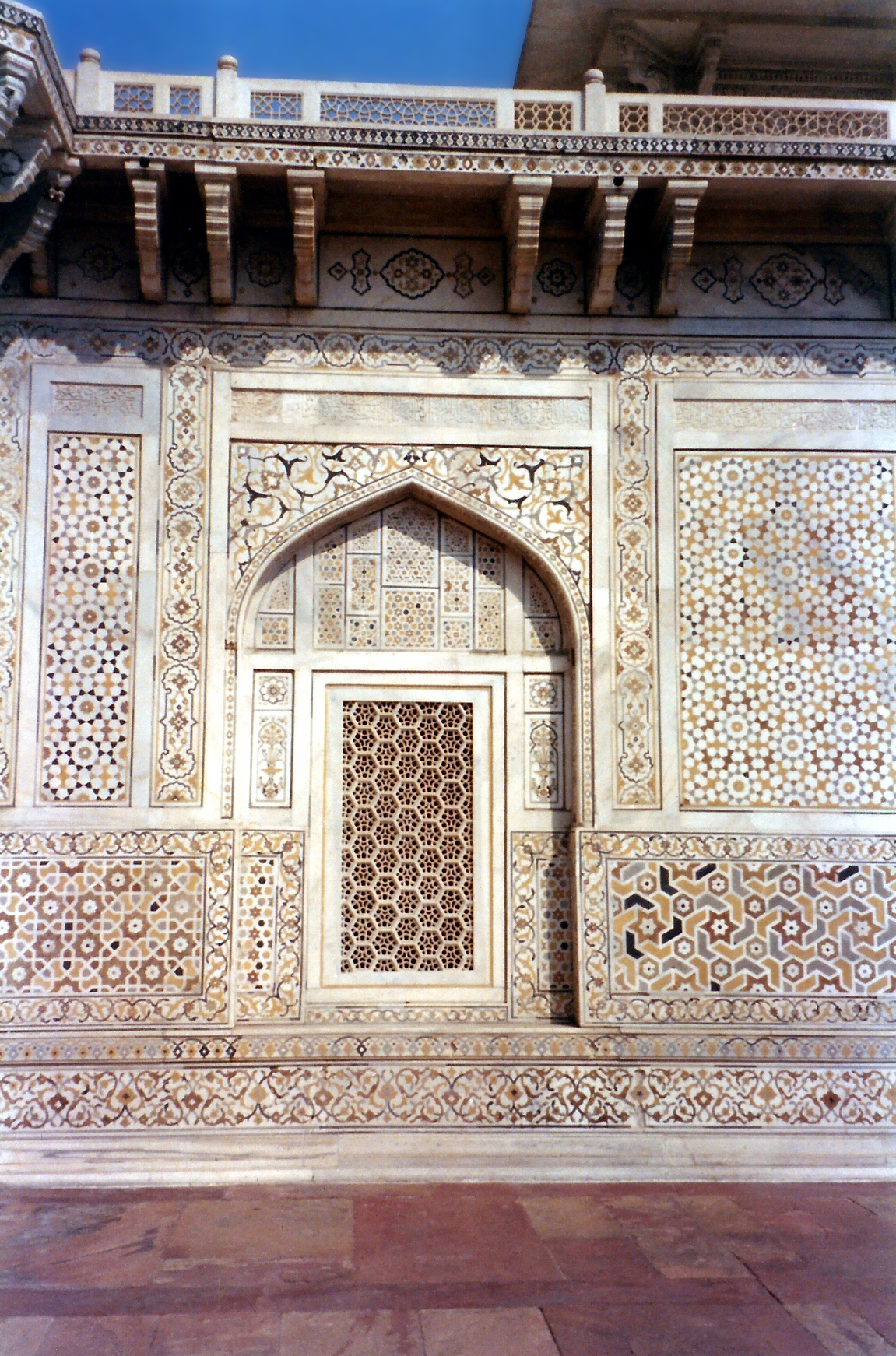
Les panneaux et arcs persans sont surmontés de cartouches épigraphiés.
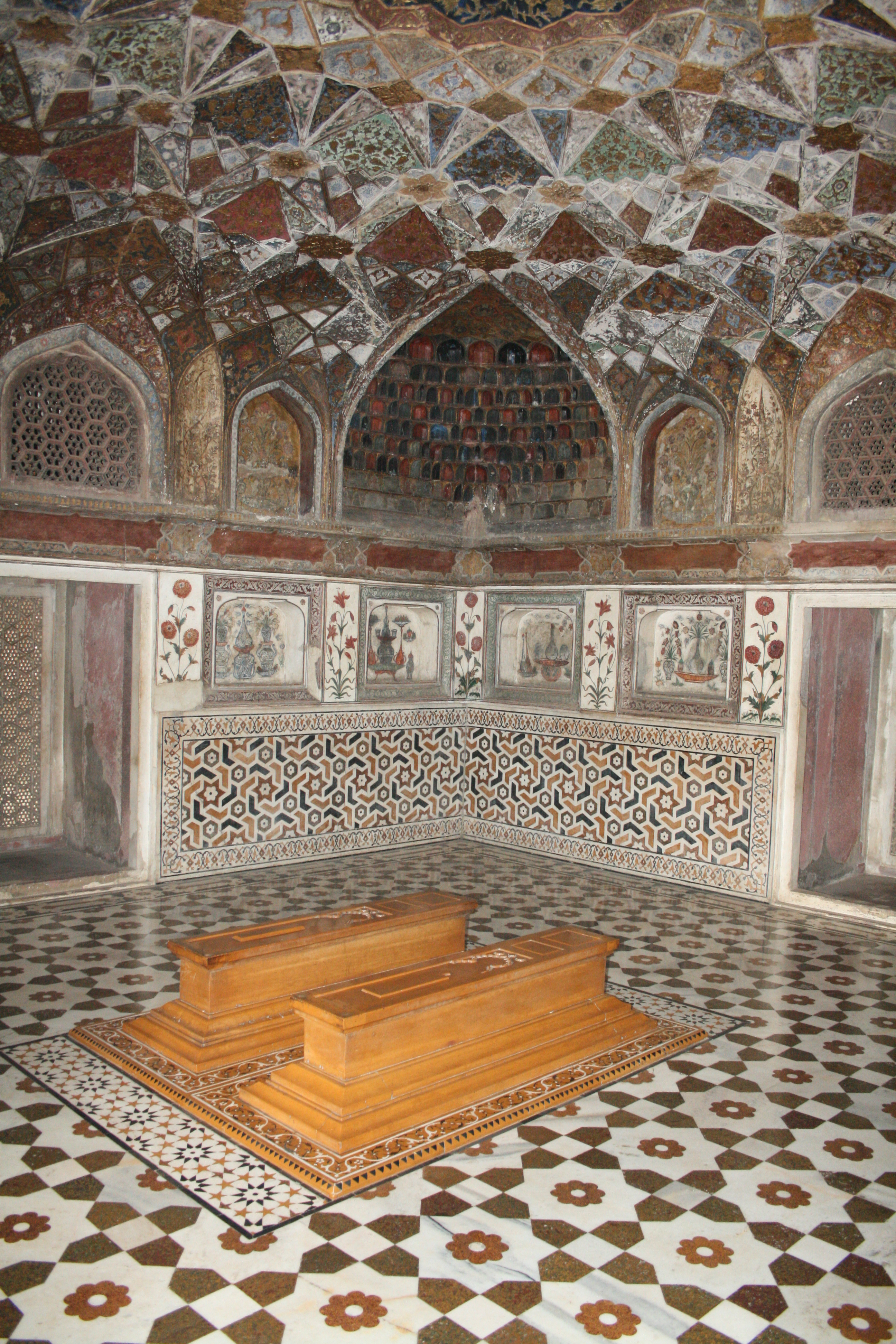
Les deux cénotaphes en jaspe de la chambre funéraire.
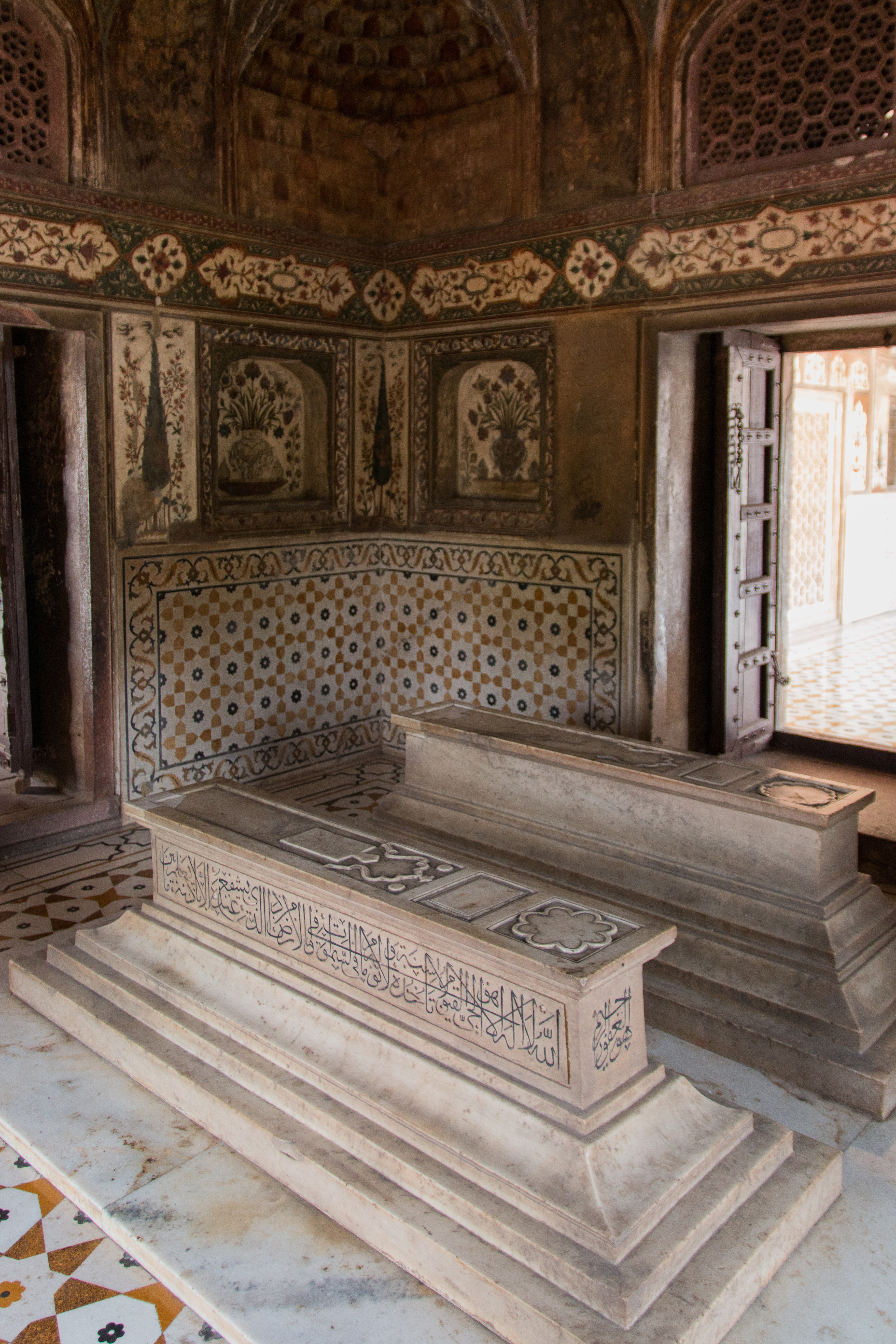
Les deux cénotaphes en marbre du pavillon.
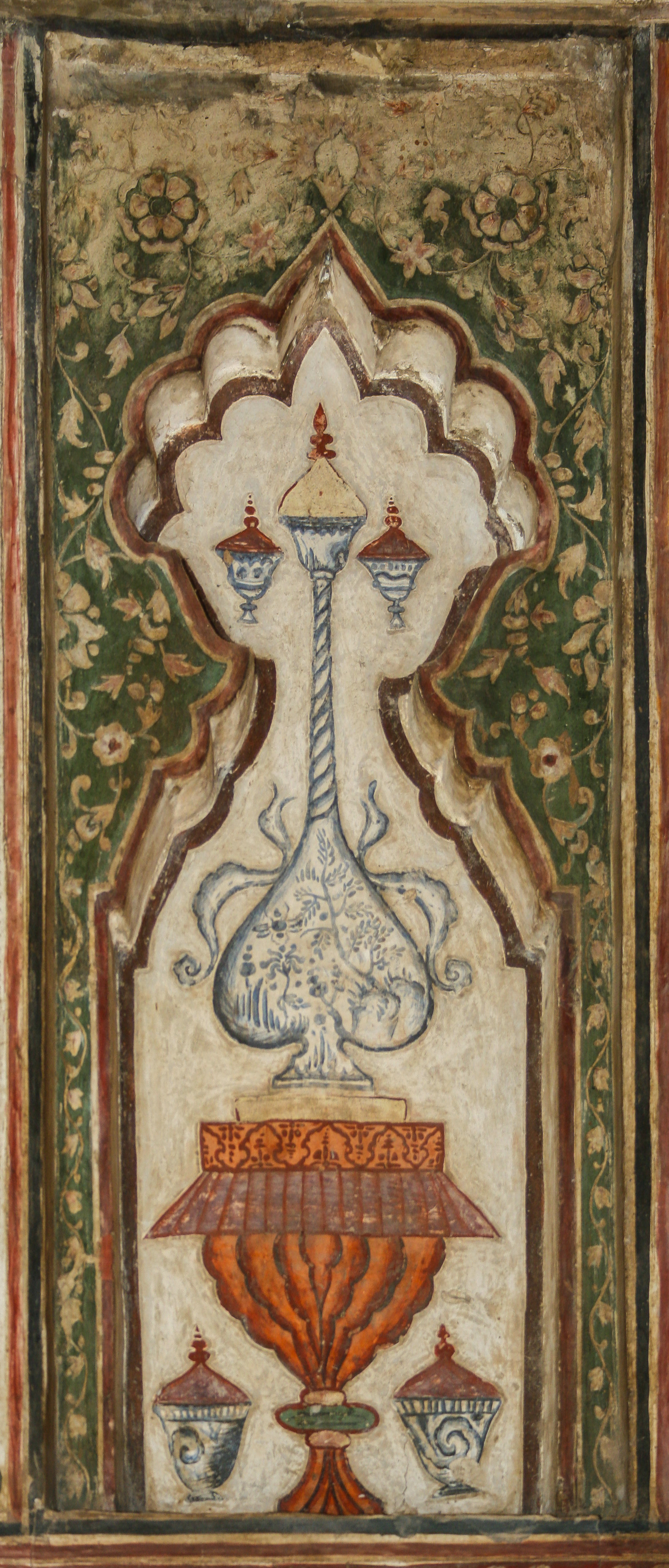
Détail de la décoration.
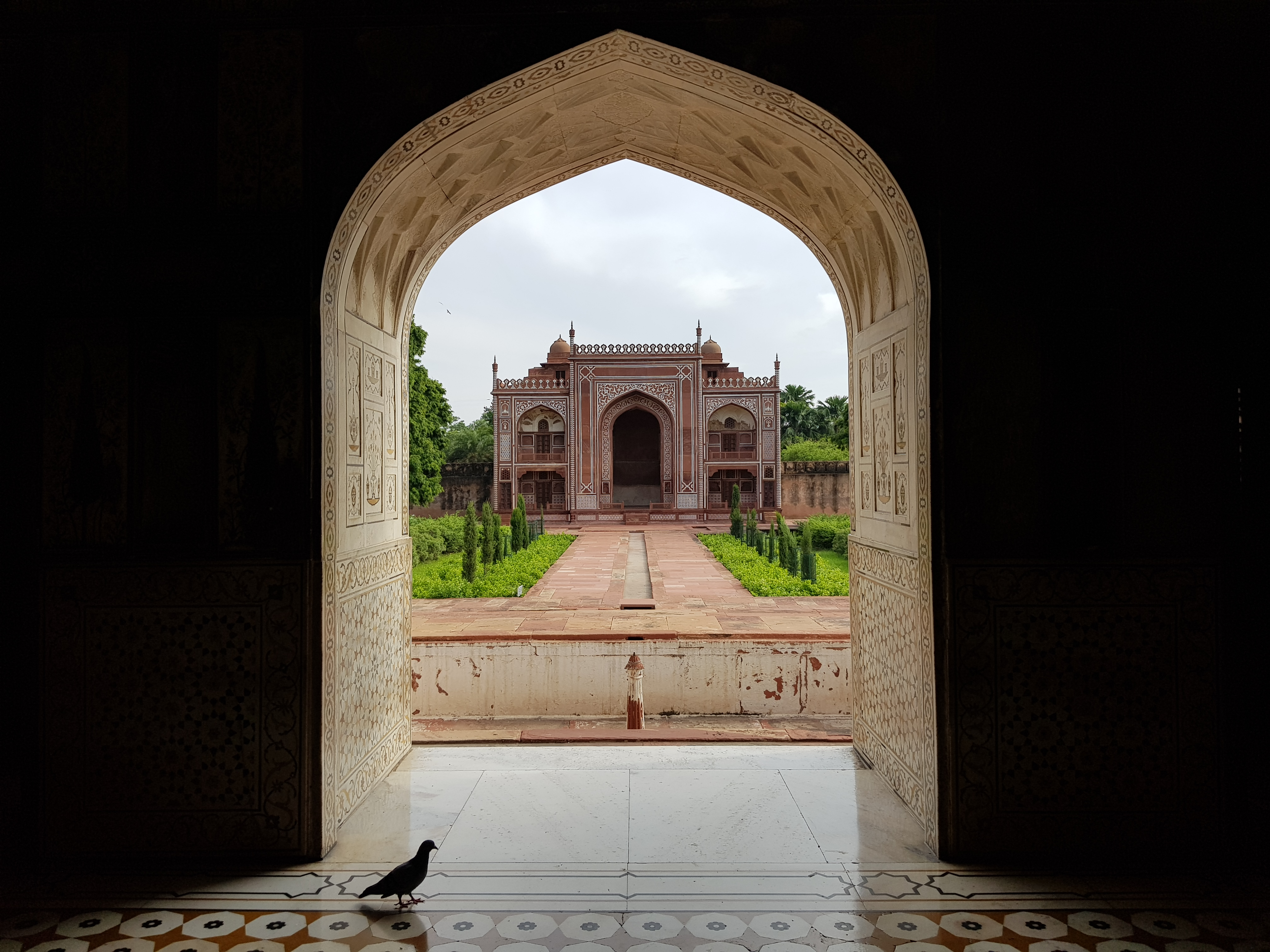
Une âme fait quelques pas dans le mausolée. Aout 2019.
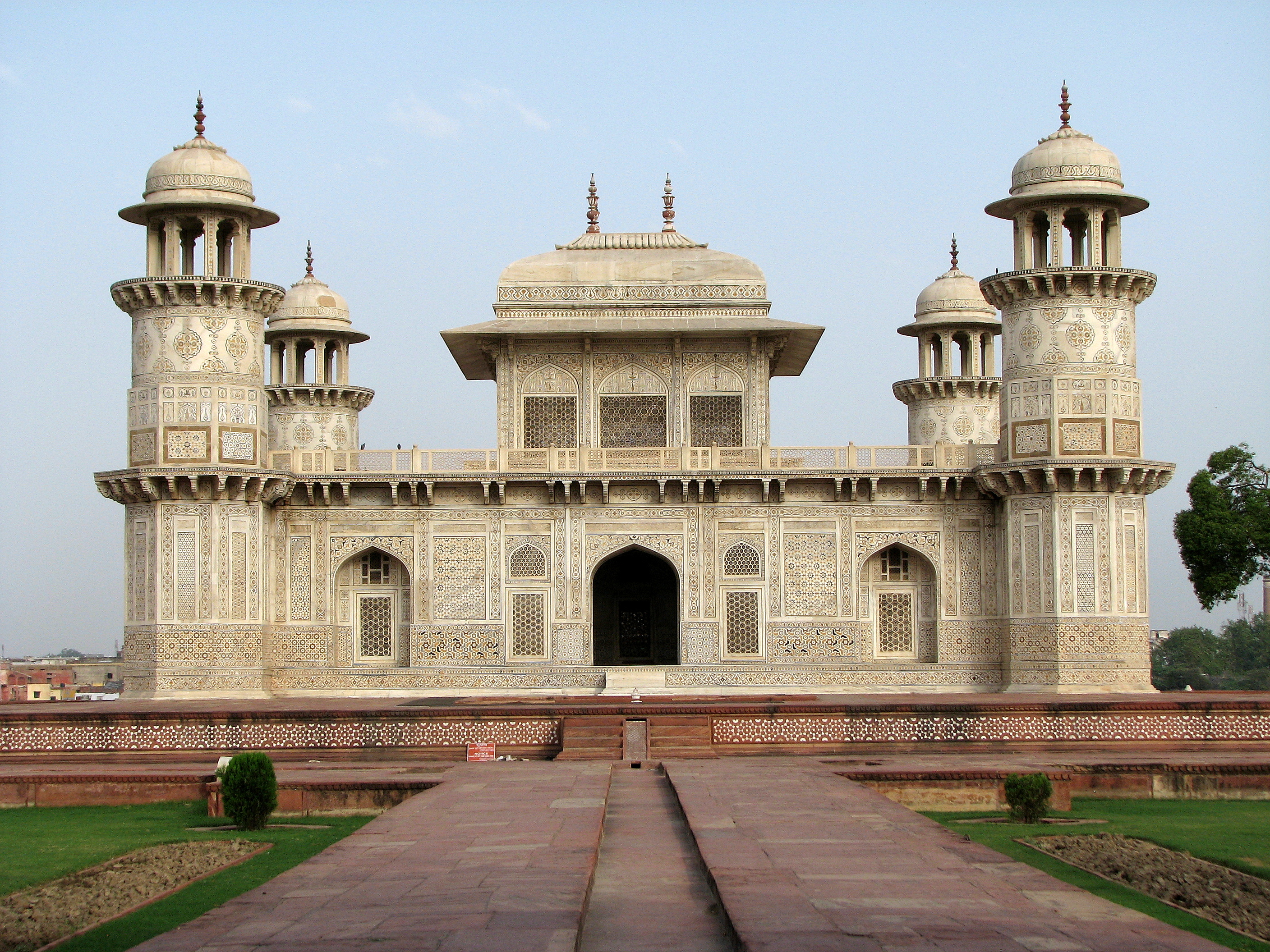
Le mausolée vu depuis la porte d'entrée. Juin 2008.

## Documentaire
- 2015 : Itimâd-ud-Daulâ, le mausolée moghol de Richard Copans